# آن لامبتون
آن لامبتون (بالإنجليزية: Anne Lambton)‏ هي ممثلة بريطانية، ولدت في 4 يوليو 1954 بلندن في المملكة المتحدة.

## وصلات خارجية
- آن لامبتون على موقع IMDb (الإنجليزية)
- آن لامبتون على موقع قاعدة بيانات الفيلم (الإنجليزية)